# Charles Ogle

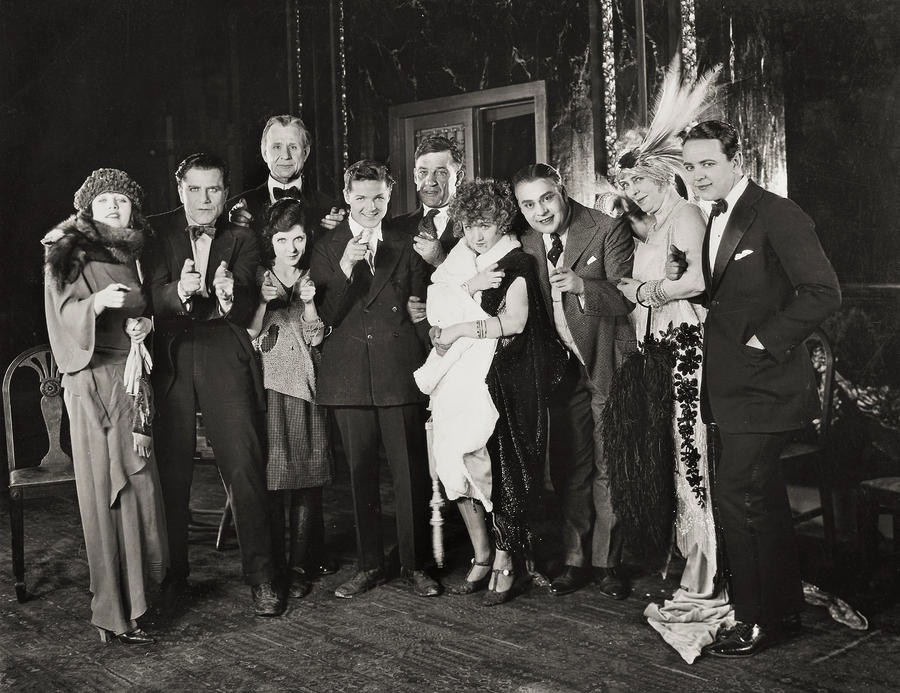
Betty Compson, Bert Lytell, Charles Ogle, May McAvoy, Gareth Hughes, Walter Long, Kathleen Clifford, Jed Prouty, Mayme Kelso e Robert Agnew em Kick In (1922).

Charles Ogle (5 de junho de 1865 - 11 de outubro de 1940) foi um ator de teatro e de cinema estadunidense.
No cinema, participou da era do cinema mudo,onde atuou em 325 filmes, entre 1908 e 1926. Ogle ficou conhecido por interpretar o monstro de Frankenstein no primeiro filme baseado no livro de Mary Shelley.

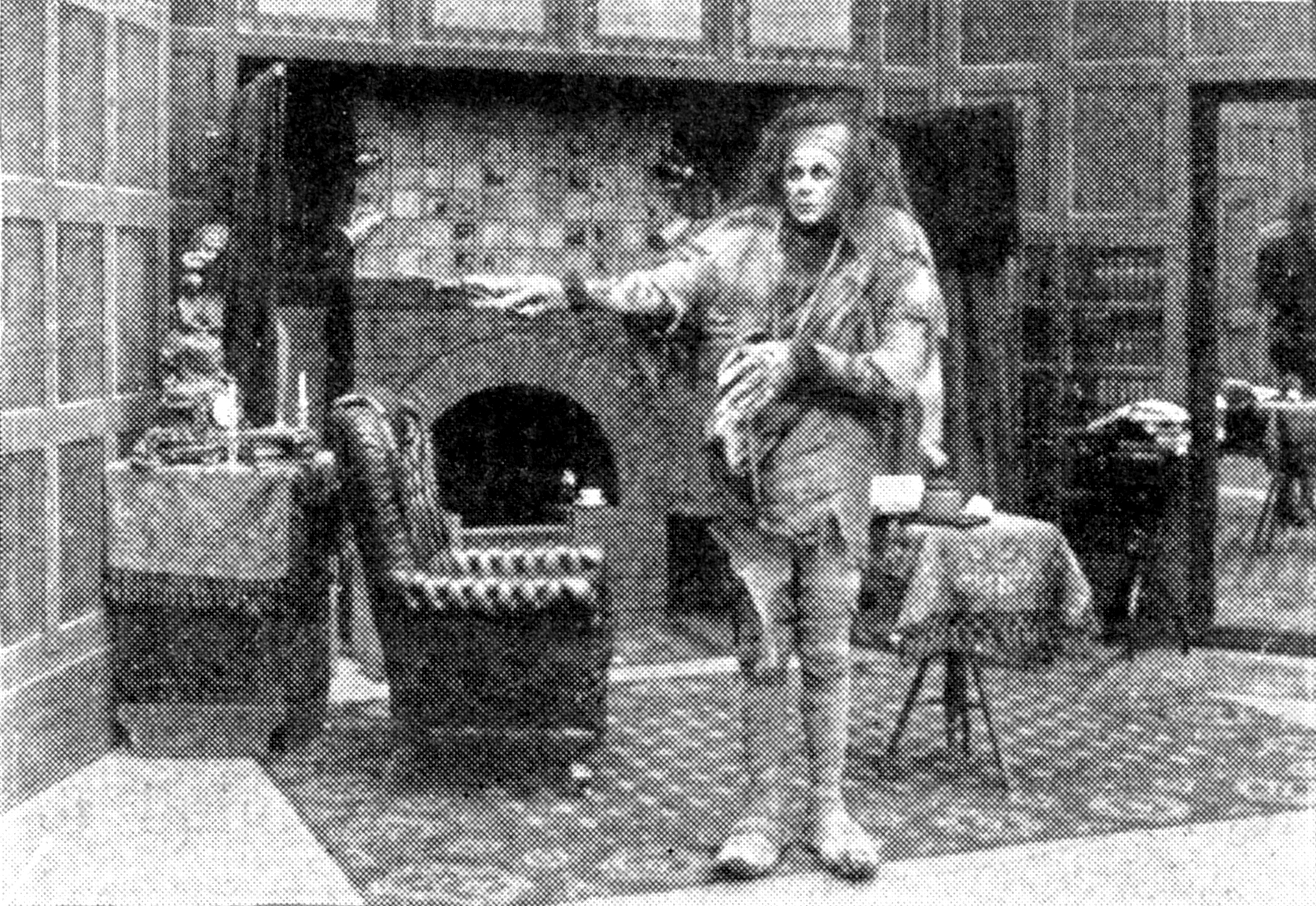
Charles Ogle na primeira versão de Frankenstein, produzido pelo Edison Studios.

## Carreira
Nascido em Steubenville, Ohio, Ogle atuou pela primeira vez em um teatro, fazendo sua primeira aparição na Broadway em 1905. Embarcou em uma carreira no cinema com o Edison Studios no Bronx, Nova York, em 1908, aparecendo em The Boston Tea Party, dirigido por Edwin S. Porter. Ele interpretou o monstro na versão do primeiro filme de Frankenstein, em 1910 e estrelou o primeiro filme da série What Happened to Mary (1912), pelo Edison Studios. Ele passou a se tornar um ator de personagem prolífico, e sua última atuação no cinema foi em The Flaming Forest, em 1926.

## Vida familiar e morte
Foi casado com Ethel Pauline Green e morreu em Long Beach, Califórnia, de arteriosclerose, sendo enterrado no Forest Lawn Memorial Park (Glendale).

## Filmografia
- The Boston Tea Party (1908)
- A Christmas Carol (1910) -
- Frankenstein (1910)
- What Happened to Mary (1912)
- The Active Life of Dolly of the Dailies (1914)
- The Man Who Disappeared (1914)
- A Romance of the Redwoods (1917)
- Rebecca of Sunnybrook Farm (1917)
- Nan of Music Mountain (1917)
- The Whispering Chorus (1918)
- Old Wives for New (1918)
- We Can't Have Everything (1918)
- The Squaw Man (1918)
- Treasure Island (1920)
- Brewster's Millions (1921)
- Gasoline Gus (1921)
- Crazy to Marry (1921)
- Kick In (1922)
- Her Husband's Trademark (1922)
- Manslaughter (1922)
- The Ten Commandments (1923)
- Hollywood (1923)
- Triumph (1924)
- The Thundering Herd (1925)
- The Flaming Forest (1926)